# Hamlet (pel·lícula de 1948)
Hamlet és una pel·lícula britànica de 1948 dirigida i interpretada per Laurence Olivier, basada en l'obra de teatre de William Shakespeare.
Es tracta del segon film d'Olivier com a director, i també del seu segon Shakespeare dels tres que va interpretar a la pantalla gran (Henry V, Hamlet i Ricard III).
La pel·lícula va rebre set nominacions a l'Oscar, de les quals en va rebre quatre: millor actor (per Laurence Olivier), millor direcció artística, millor vestuari i millor pel·lícula; va ser també la primera pel·lícula britànica que en aconseguir aquest últim.

## Argument
Helsingør, a la Dinamarca medieval. El jove príncep Hamlet, enamorat d'Ofèlia, ha de venjar la mort del seu pare, assassinat pel seu propi germà Claudi, qui li va robar el tron i es va casar amb la seva vídua (la reina Gertrudis). Per a aconseguir-ho, Hamlet es farà passar per boig i recrearà els fets en una obra teatral que representarà una companyia de comediants errants.

## Repartiment
- Laurence Olivier: Hamlet, príncep de Dinamarca
- Jean Simmons: Ofèlia
- Basil Sydney: Claudi, el rei
- Eileen Herlie: Gertrudis, la reina
- Peter Cushing: Osric
- John Laurie: Francisco
- Esmond Knight: Bernardo
- Anthony Quayle: Marcellus
- Niall MacGinnis: capità
- Harcourt Williams: primer actor
- Patrick Troughton: actor que fa de rei
- Tony Tarver: actor que fa de reina
- Stanley Holloway: enterrador
- Russell Thorndike: sacerdot
- Norman Wooland: Horatio, l'amic de Hamlet
- Felix Aylmer: Polonius, Lord Chamberlain
- Terence Morgan: Laertes, fill de Polonius
- Christopher Lee: portador de llança (no surt als crèdits)

## Premis i nominacions
D'entre tots els guardons a què va optar la pel·lícula, destaquen:

### Premis
- Oscar al millor actor per Laurence Olivier
- Oscar a la millor direcció artística i decoració en blanc i negre per Roger K. Furse i Carmen Dillon
- Oscar al millor vestuari en blanc i negre per Roger K. Furse
- Oscar a la millor pel·lícula, acceptat per Robert Montgomery doncs Laurence Olivier no era present en aquell moment
- BAFTA a la millor pel·lícula
- Globus d'Or a la millor pel·lícula estrangera
- Globus d'Or al millor actor dramàtic per Laurence Olivier
- Festival Internacional de Cinema de Venècia: Lleó d'Or per Laurence Olivier i Copa Volpi a la millor actriu per Jean Simmons

### Nominacions
- Oscar a la millor actriu secundària per Jean Simmons
- Oscar al millor director per Laurence Olivier
- Oscar a la millor banda sonora per William Walton
- BAFTA a la millor pel·lícula britànica